# Theodore Nolan
Pour les articles homonymes, voir Nolan.
Theodore John Nolan (né le 7 avril 1958 à Sault Ste. Marie, Ontario, au Canada) est un joueur professionnel canadien de hockey sur glace devenu entraîneur. Il est le père de Jordan Nolan et de Brandon Nolan.

## Carrière de joueur
Ayant joué sa carrière junior avec le club de sa ville natale, il fut sélectionné par les Red Wings de Détroit lors du repêchage de 1978. Il joua majoritairement dans les ligues mineures telle que la Ligue américaine de hockey et la Ligue centrale de hockey.
Il joua un total de 78 parties dans la Ligue nationale de hockey avec les Red Wings et les Penguins de Pittsburgh.

## Statistiques
| Saison     | Équipe                         | Ligue      |    | Saison régulière | Saison régulière | Saison régulière | Saison régulière | Saison régulière |   | Séries éliminatoires | Séries éliminatoires | Séries éliminatoires | Séries éliminatoires | Séries éliminatoires |
| Saison     | Équipe                         | Ligue      | PJ | B                | A                | Pts              | Pun              | PJ               | B | A                    | Pts                  | Pun                  |                      |                      |
| 1975-1976  | Thistles de Kenora             | NOJHA      | 60 | 10               | 36               | 46               | -                | -                | - | -                    | -                    | -                    |                      |                      |
| 1976-1977  | Greyhounds de Sault Ste. Marie | OHA        | 60 | 8                | 16               | 24               | 109              | 9                | 1 | 2                    | 3                    | 19                   |                      |                      |
| 1977-1978  | Greyhounds de Sault Ste. Marie | OHA        | 66 | 14               | 30               | 44               | 106              | 13               | 1 | 3                    | 4                    | 20                   |                      |                      |
| 1978-1979  | Red Wings de Kansas City       | LCH        | 73 | 12               | 38               | 50               | 66               | 4                | 1 | 2                    | 3                    | 0                    |                      |                      |
| 1979-1980  | Red Wings de l'Adirondack      | LAH        | 75 | 16               | 24               | 40               | 106              | 5                | 0 | 1                    | 1                    | 0                    |                      |                      |
| 1980-1981  | Red Wings de l'Adirondack      | LAH        | 76 | 22               | 28               | 50               | 86               | 18               | 6 | 10                   | 16                   | 11                   |                      |                      |
| 1981-1982  | Red Wings de l'Adirondack      | LAH        | 39 | 12               | 18               | 30               | 81               | -                | - | -                    | -                    | -                    |                      |                      |
| 1981-1982  | Red Wings de Détroit           | LNH        | 41 | 4                | 13               | 17               | 45               | -                | - | -                    | -                    | -                    |                      |                      |
| 1982-1983  | Red Wings de l'Adirondack      | LAH        | 78 | 24               | 40               | 64               | 106              | 6                | 2 | 5                    | 7                    | 14                   |                      |                      |
| 1983-1984  | Red Wings de l'Adirondack      | LAH        | 31 | 10               | 16               | 26               | 76               | 7                | 2 | 3                    | 5                    | 18                   |                      |                      |
| 1983-1984  | Red Wings de Détroit           | LNH        | 19 | 1                | 2                | 3                | 26               | -                | - | -                    | -                    | -                    |                      |                      |
| 1984-1985  | Americans de Rochester         | LAH        | 65 | 28               | 34               | 62               | 152              | 5                | 4 | 0                    | 4                    | 18                   |                      |                      |
| 1985-1986  | Skipjacks de Baltimore         | LAH        | 10 | 4                | 4                | 8                | 19               | -                | - | -                    | -                    | -                    |                      |                      |
| 1985-1986  | Penguins de Pittsburgh         | LNH        | 18 | 1                | 1                | 2                | 34               | -                | - | -                    | -                    | -                    |                      |                      |
| Totaux LNH | Totaux LNH                     | Totaux LNH | 78 | 6                | 16               | 22               | 105              | -                | - | -                    | -                    | -                    |                      |                      |

## Trophées et honneurs personnels
- 1997 : trophée Jack-Adams

## Carrière d'entraîneur
Après avoir été l'entraîneur-chef des Greyhounds de Sault Ste. Marie lors de quelques saisons, et ayant remporté la Coupe Memorial en 1993, il devint assistant-entraîneur des Whalers de Hartford en 1994-1995. La saison suivante, il fut nommé entraîneur-chef des Sabres de Buffalo, poste qu'il occupa deux saisons.
Bien qu'ayant gagné le trophée Jack-Adams, une dispute contractuelle avec le club de Buffalo le força à quitter son poste. Il retourna derrière le banc d'une équipe junior qu'en 2005-2006 avec les Wildcats de Moncton de la Ligue de hockey junior majeur du Québec. Il mena son équipe à la finale de la Coupe Memorial qu'ils perdirent face aux Remparts de Québec. Son séjour à Moncton fut de courte durée, il revint à la LNH avec les Islanders de New York dès la saison suivante.
Le 14 juillet 2008, Garth Snow, directeur-général des Islanders de New York, annonce son licenciement, ce qui surprend, encore une fois, bon nombre d'observateurs. Il revient à la LNH en 2013 alors que les Sabres de Buffalo décident d'effectuer des changements majeurs au sein de l'équipe qui connut un début de saison catastrophique enregistrant que seulement quatre victoires à leur vingt premières rencontres; ainsi Nolan accepte le poste d'entraîneur en chef par intérim sous la férule du nouveau directeur-général Pat LaFontaine.